# Craig Robinson (acteur)
Pour les articles homonymes, voir Craig Robinson.
Craig Robinson, né le 25 octobre 1971 à Chicago, est un humoriste, acteur et chanteur américain.
Il est principalement connu pour ses rôles de Darryl Philbin dans la série télévisée The Office (2005-2013) et Doug Judy dans Brooklyn Nine-Nine (2013-2020).

## Biographie

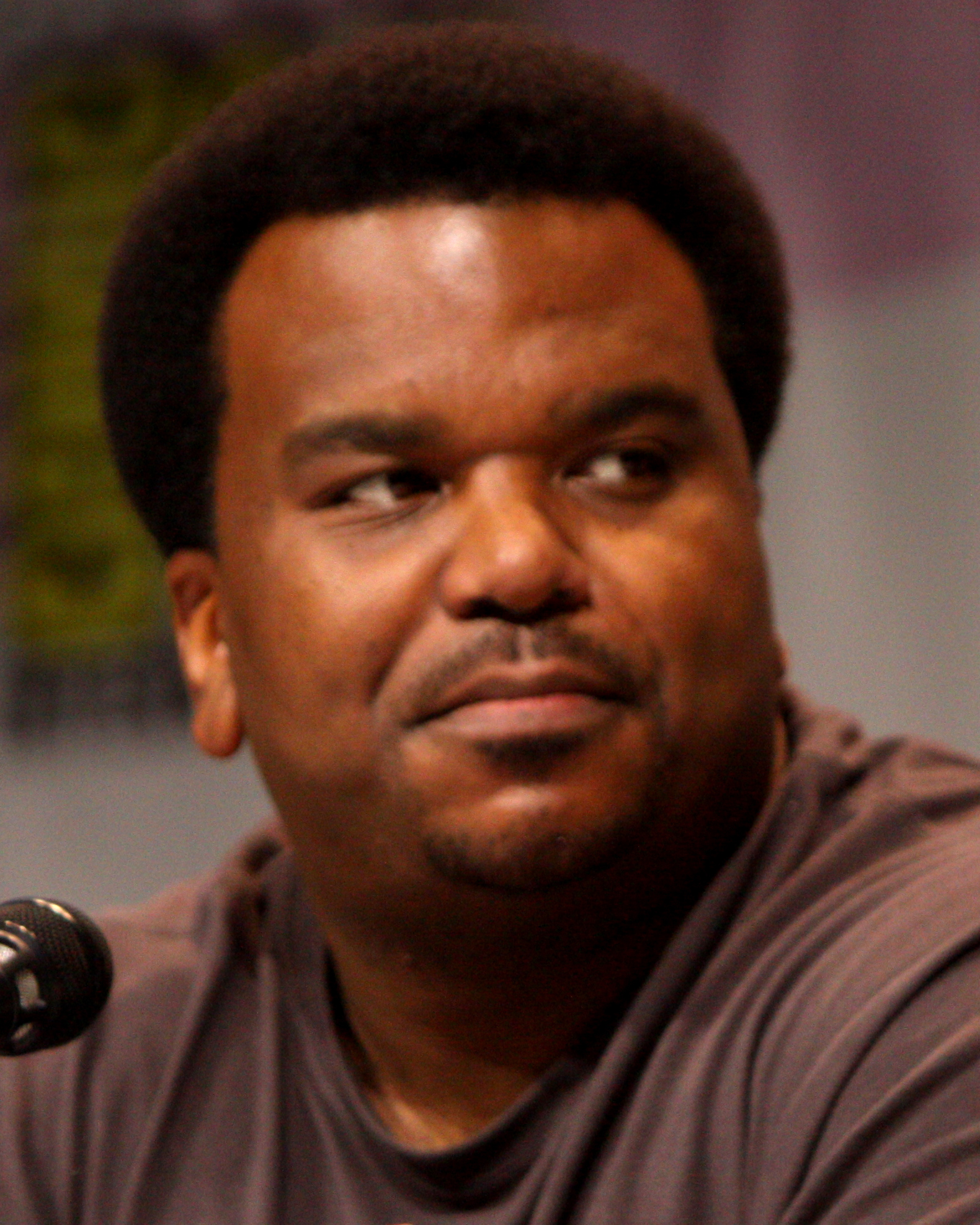
Robinson au WonderCon 2013, pour Le Spa à remonter dans le temps 2.

### Débuts et révélation
Robinson est professeur de musique à la Horace Mann Elementary School à Chicago et à la Henry Eggers Middle School de Hammond, dans l'Indiana, avant de commencer une carrière d'acteur en 2001.
Ce n'est qu'en 2005 qu'il se fait connaître du grand public avec le rôle de Darryl Philbin dans la série The Office. Son personnage, secondaire va être considérablement développé durant les saisons suivantes. Au cinéma, il s'impose progressivement comme une valeur comique sûre. En participant à plusieurs productions de Judd Apatow, il parvient à se faire connaître : d'abord une simple apparition en 2007 dans En cloque, mode d'emploi, puis un rôle secondaire en 2008 dans la parodie Walk Hard: The Dewey Cox Story, puis en étant l'un des deux tueurs lancés aux trousses des personnages incarnés par Seth Rogen et James Franco dans la potacherie Délire Express.

### Progression
Parallèlement, Robinson évolue dans des comédies aux fortunes diverses. Il retrouve Seth Rogen pour Zack et Miri font un porno, long-métrage écrit et réalisé par Kevin Smith ; puis en apparaissant dans le modeste Miss March, de Zach Cregger et Trevor Moore, ainsi que dans le blockbuster La Nuit au musée 2 (Night at the Museum 2 : Battle of the Smithsonian), de Shawn Levy. En 2010, il fait partie de la distribution chorale de la comédie de science-fiction La Machine à démonter le temps, réalisé par Steve Pink. Il y évolue aux côtés de John Cusack, Lizzy Caplan, Rob Corddry, Lyndsy Fonseca et Crispin Glover. Le film est un succès en vidéo. La même année, il prête sa voix à l'un des personnages du film d'animation Shrek 4 : Il était une fin, de Mike Mitchell.
En 2013, The Office s'arrête au bout de neuf saisons, l'acteur y ayant vu son personnage de Darryl Philbin être considérablement développé en 131 épisodes. La même année, il joue son propre rôle dans la comédie post-apocalyptique C'est la fin, sous la direction de Seth Rogen et Evan Goldberg. Il tient surtout son premier rôle au cinéma, celui de l'anti-christ pour la comédie fantastique Rapture-Palooza, face à Anna Kendrick, mais le film passe inaperçu. En 2014, il s'essaye au drame en faisant partie de la large distribution afro-américaine réunie pour le biopic Get on Up
En 2015, il connaît deux échecs. La suite Le Spa à remonter dans le temps 2, toujours réalisée par Steve Pink, est un flop. Sa première série en tête d'affiche, Mr. Robinson, ne dépasse pas six épisodes diffusés en catimini au mois d'août. Il y joue pourtant un professeur de musique. En 2016, il se relance en décrochant un rôle dramatique dans la deuxième saison de l'acclamée série d'anticipation Mr. Robot. La même année, il retrouve des membres de l'équipe d'Apatow : d'abord en tenant un rôle dans la comédie dramatique Zeroville, avec James Franco (également réalisateur) et Seth Rogen, puis en prêtant sa voix à l'un des personnages du film d'animation Sausage Party.
Il est également en tête d'affiche de la comédie dramatique indépendante présentée au Festival de Sundance, Morris from America, écrite et réalisée par Chad Hartigan.

## Filmographie

### Acteur

#### Cinéma
- 2001 : AppleJax and YoYo (court-métrage) de David Michie : YoYo
- 2007 : D-War de Shim Hyung-rae : Bruce
- 2007 : Daddy's Little Girls de Tyler Perry : Byron
- 2007 : En cloque, mode d'emploi (Knocked Up) de Judd Apatow : le videur de la boîte de nuit
- 2008 : Walk hard - L'histoire de Dewey Cox (Walk Hard - The Dewey Cox Story) de Jake Kasdan : Bobby Shad
- 2008 : Délire Express (Pineapple Express) de David Gordon Green : Matheson
- 2008 : Zack et Miri font un porno (Zack and Miri Make a Porno) de Kevin Smith : Delaney
- 2009 : Miss March de Zach Cregger et Trevor Moore : Horsedick.MPEG
- 2009 : La Nuit au musée 2 (Night at the Museum 2: Battle of the Smithsonian) de Shawn Levy : Tuskegee Airman #2
- 2009 : La Bachelière (Post Grad) : Funeral Director
- 2010 : La Machine à démonter le temps (Hot Tub Time Machine) de Steve Pink : Nick Webber
- 2010 : Shrek 4 : Il était une fin (Shrek Forever After) de Mike Mitchell : Cookie (voix)
- 2013 : C'est la fin (This Is the End) de Seth Rogen et Evan Goldberg : lui-même
- 2014 : Get on Up : Maceo Parker
- 2015 : Le Spa à remonter dans le temps 2 (Hot Tub Time Machine 2) de Steve Pink : Nick Webber
- 2016 : Morris from America de Chad Hartigan : Curtis Gentry
- 2016 : Sausage Party de Greg Tiernan et Conrad Vernon : Mr. Grits (voix)
- 2017 : Table 19 de Jeffrey Blitz : Jerry Kepp
- 2017 : Zeroville de James Franco : voleur
- 2018 : Une soirée avec Beverly Luff (An Evening with Beverly Luff Linn) de Jim Hosking : Beverly Luff Linn
- 2019 : Dolemite Is My Name de Craig Brewer : Ben Taylor
- 2019 : Jay and Silent Bob Reboot de Kevin Smith : le juge
- 2020 : Le Voyage du Docteur Dolittle (Dolittle) de Stephen Gaghan : Fleming, un écureuil (voix)
- 2020 : Songbird d'Adam Mason
- 2022 : Les Bad Guys (The Bad Guys) de Pierre Perifel : Mr Shark (voix)
- 2024 : Mon espion 2 : Mission Italie (My Spy: The Eternal City) de Peter Segal
- 2024 : Mon bel homme de neige : shérif Hunter
- 2025 : Les Bad Guys 2 (The Bad Guys 2) de Pierre Perifel : Mr Shark (voix)

#### Télévision
- 2001 : Play'd: A Hip Hop Story de Oz Scott : Cole
- 2004 : Friends : Le commis du service de changement de nom (Saison 10, épisode 14)
- 2005 : Arrested Development : Le garde du studio
- 2005-2013 : The Office : Darryl Phillbin
- 2009-2010 : The Cleveland Show : LeVar "Freight Train" Brown (voix)
- 2014-2020 : Brooklyn Nine-Nine : Doug Judy
- 2015 : Mr. Robinson : Mr. Robinson
- 2016 : Mr. Robot : Ray Heyworth
- 2017-2018 : Ghosted : Leroy Wright

#### Clips
- 2007 : Hump de Bump des Red Hot Chili Peppers

### Autres
- 2019 : Dolemite Is My Name de Craig Brewer - auteur ou interprète de plusieurs chansons

## Voix francophones
En France, Pascal Vilmen est la voix régulière de Craig Robinson depuis The Office.